# NGC 3346
NGC 3346 (другие обозначения — UGC 5842, IRAS10410+1507, MCG 3-28-1, KARA 436, ZWG 94.116, ZWG 95.3, PGC 31982) — спиральная галактика с перемычкой (SBc) в созвездии Льва. Открыта Уильямом Гершелем в 1784 году.
Этот объект входит в число перечисленных в оригинальной редакции «Нового общего каталога».
Галактика NGC 3346 входит в состав группы галактик NGC 3338. Помимо NGC 3346 в группу также входят NGC 3338, NGC 3389, MK 1263, UGC 5832 и PGC 31933.
Если рассматривать звёздное население галактики в приближении одновременного возникновения звёзд, то получается, что возраст галактики невелик, а металличность низка на протяжении всего видимого диска. При рассмотрении продолжительно идущего звездообразования получается, что в галактике присутствуют звёзды практически всех возможных возрастов. Кривая вращения NGC 3346 на расстояниях от 1 до 6 килопарсек от центра возрастает подобно твердотельному вращению. В центральной части дисперсия скоростей высокая, возможно, это из-за бара.